# Imp.
IMP. het tijdschrift voor het Nederlandsche Verbond van Boekenvrienden was een tijdschrift voor bibliofielen, opgericht op 1 maart 1940, dat slechts heeft bestaan tot 1 maart 1942. Originele exemplaren van het tijdschrift zijn zeer moeizaam te vinden. Enkel in de Universiteitsbibliotheek van de Universiteit van Amsterdam is een complete collectie aanwezig.

## Medewerkers
Medewerkers aan het tijdschrift waren onder andere: Reinold Kuipers, P. Dorrius Kleine (= Reinold Kuipers), Abe J. Kuipers, Henk Both, M. Buisman JFzn, Mr. F.W.D.C.A. van Hattum, H.J. Prakke en H.A. Warmelink.

## Afleveringen
In totaal verschenen er slechts 4 afleveringen, genaaid met cahiersteek. 16-20 pagina's, geïllustreerd, gevolgd door twee dichtbundels.
Het was een vrolijk, gevarieerd tijdschrift over mooie uitgaven: incunabelen, nieuwe uitgaven, geïllustreerde kunstenaarsboeken, roverromans, daarnaast ook deskundige vergelijking van lettertypen, en was er aandacht voor poëzie.
- Jrg. 1, nr 1, (1 maart 1940), De schoonheid van het Hollandsche incunabel, door mr. J.E. Schretlen
- Jrg. 1, nr. 2 (1 november 1940) Over een zestiental Fransche boekillustraties, door Bas Kist
- Jrg. 1, nr. 3 (1 maart 1941) De roverroman, in het bijzonder in Nederland, door Michiel Buisman J. Fzn
- Jrg. 1, nr. 4-6: Groningsche Poëzie, verzameld en ingeleid door P. Dorrius Kleine [Reinold Kuipers]. Amsterdam, A.A. Balkema, 1941
- bijlage bij nummer 4:  In memoriam Mr. J.F. van Royen, gedicht van Reinold Kuipers. :  Deze bijdrage was eigenlijk een illegale uitgave gericht tegen de Duitse bezetter, werd gedrukt door Mouton op geschept papier.[4]
- Jrg. 2, nr. 1-3: Water en Brood, gedichten van Max Dendermonde, Amsterdam, N.V. Amsterdamsche Boek- en Courantenmij., 1941
- Jrg. 2, nr. 4 gedateerd 1 maart 1942, maar in feite pas in augustus 1942 verschenen, aangezien op 1 april 1942 door de Duitse bezetter de uitgave van tijdschriften verboden werd.
  - Boekillustraties van Romein de Hooghe, door: mr. F.W.D.C.A. van Hattum
  - De getongde 1 van de Romain du Roi, door:  notaris H.A. Warmelink